# Boursorama
Boursorama é uma empresa francesa cujas atividades se dividem principalmente entre a animação do portal de informação Boursorama.com e a atividade de banco internético com o Boursorama Banque. A Société Générale é acionista de todo o capital da Boursorama.
Desde a sua criação, o site Boursorama.com é o líder francês em informações online sobre o mercado de ações, direcionado tanto a investidores individuais quanto a profissionais. Inicialmente especializada nesta atividade, a Boursorama.com diversificou-se em informações políticas e gerais com enfoque econômico.
Após várias aquisições e fusões, notadamente com a Fimatex em 2002, a Boursorama também diversificou em corretagem e banco online, resultando na criação do atual Boursorama Banque.